# Alma Llanera

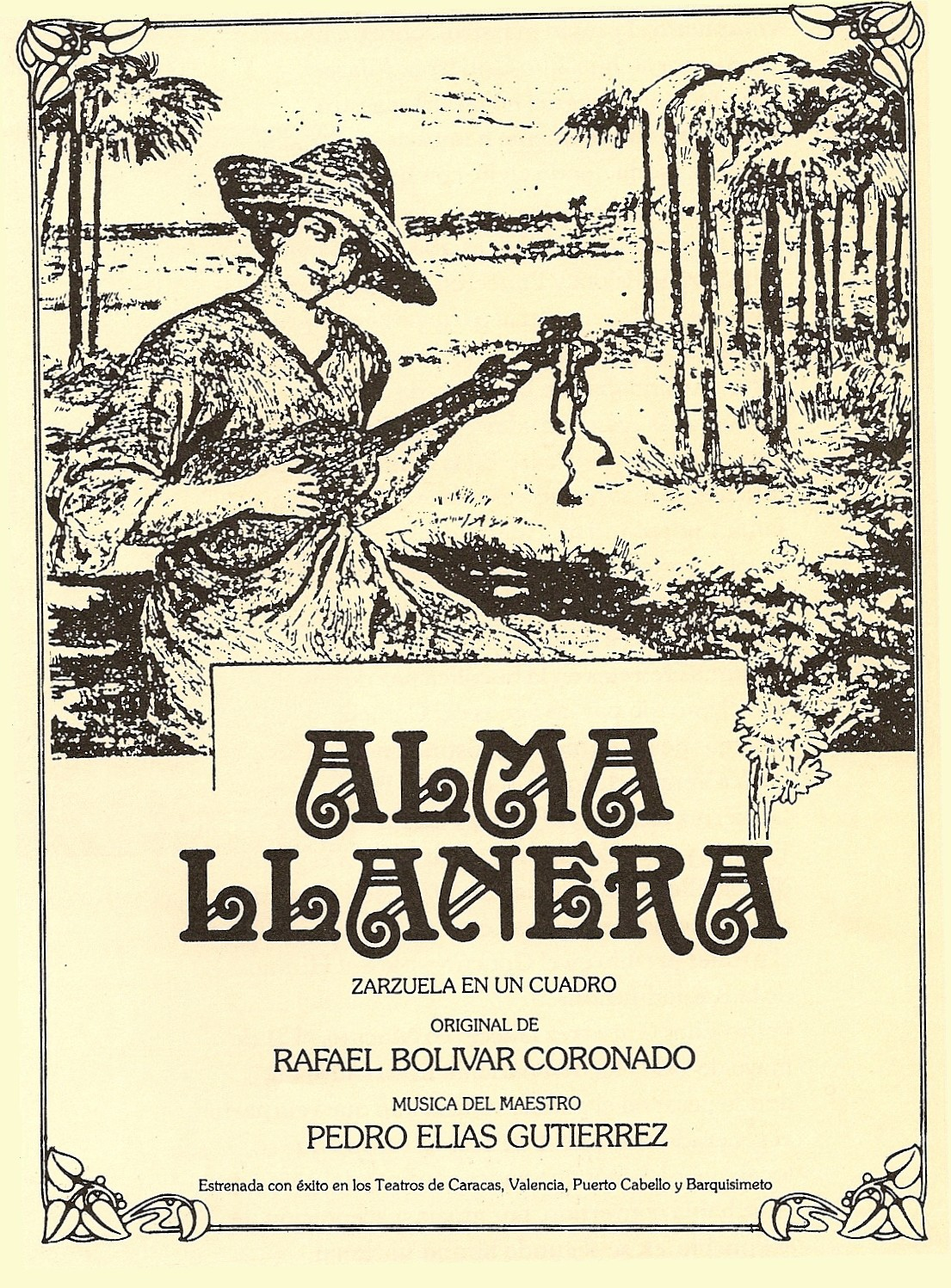
Couverture de la première édition d'Alma Llanera, deuxième hymne national non officiel du Venezuela

Alma Llanera ("Âme des plaines" en espagnol) est un chant vénézuélien, qui s'inscrit dans le style joropo. Il est créé par les musiciens vénézuéliens Pedro Elías Gutiérrez (es), le compositeur, et Rafael Bolívar Coronado (es), parolier. Il faisait à l'origine partie d'une zarzuela dont la première eut lieu le 19 septembre 1914 au Teatro Municipal de Caracas (es) et la dernière représentation de celle-ci a eu lieu le 1er juin 1930, après la mort de son auteur, au Théâtre Olimpia de Caracas, mise en scène par Rafael Guinand et son groupe. 
En 1932, Amábilis Cordero (es), le pionnier du cinéma vénézuélien, présente un scénario de film intitulé Alma llanera. Le 22 février 1945, le film vénézuélien Alma Llanera sort dans les salles. Alma Llanera est depuis considérée comme un deuxième hymne national vénézuélien informel et une source d'inspiration et de valorisation de la culture et de l'idiosyncrasie des Vénézuéliens,. Son centième anniversaire est marqué par sa proclamation Bien de Interés Cultural.
La première partie d'Alma Llanera est inspirée de la valse Marisela du compositeur vénézuélien Sebastián Díaz Peña (es). La deuxième partie est inspirée de la valse Mita du compositeur de Curaçao Jan Gerard Palm (en) (1831-1906). Le titre fait référence aux Llaneros, bergers du Venezuela dont la culture fait partie de l'imagerie populaire du pays.
Au Vénézuéla, ce chant traditionnel s'écoute après les réunions amicales et fêtes. Pour les 75 ans de ce morceau de musique, L'Orchestre Symphonique du Vénézuéla produit un arrangement. Plusieurs chanteurs célèbres l'interprètent, comme Jorge Negrete ou le ténor espagnol Plácido Domingo. 

## Paroles

### En espagnol
Yo nací en esta ribera
del Arauca vibrador,
soy hermana de la espuma,
de las garzas, de las rosas,
soy hermana de la espuma,
de las garzas, de las rosas
y del sol, y del sol.
Me arrulló la viva Diana
de la brisa en el palmar,
y por eso tengo el alma
como el alma primorosa,
y por eso tengo el alma
como el alma primorosa
del cristal, del cristal.
Amo, lloro, canto, sueño
con claveles de pasión,
con claveles de pasión.
Amo, lloro, canto, sueño
para ornar las rubias crines
del potro de mi amador.
Yo nací en esta riberadel Arauca vibrador,soy hermana de la espuma,de las garzas, de las rosasy del sol.

### Une traduction possible en français
Je naquis dans ce ruisseau
De la vibrante rivière Arauca 
je suis sœur de son écume,
des hérons, des roses,
Je suis sœur de son écume,
des hérons, des roses
et du soleil, et du soleil.
Je fus bercé par le réveil vif
de la brise dans la palmeraie,
et ainsi j'ai l'âme
comme l'âme exquise,
et ainsi j'ai l'âme
comme l'âme exquise
du cristal, du cristal.

J'aime, je pleure, je chante, je rêve
avec des œillets de la passion,
avec des œillets de la passion.
J'aime, je pleure, je chante, je rêve
de parer la crinière blonde
du poulain de mon amant.
Je naquis dans ce ruisseau 
De la vibrante rivière Arauca
Je suis sœur de son écume
Des hérons, des roses 
Et du soleil